# Авиационная база ВМС Аламида
Авиационная база ВМС Аламида (Naval Air Station Alameda (NAS Alameda) — авиабаза ВМС США расположенная в городе Аламида, штат Калифорния. Имеет две взлётно-посадочные полосы, вертолётные площадки и вышку управления воздушным движением.
Во время Второй мировой войны была одна из самых загруженных авиабаз ВМС с авиационными подразделениями, авианосными группами, припасами, многочисленным военно-морским персоналом, а иногда и VIP-персонами, проходящими через нее по пути в Тихий океан или на восток. В конце 1943 - начале 1944 годов Военно-воздушные силы создали крупную транзитную авиабазу в Аламиде, чтобы обеспечить логистику переброски большого количества личного состава, самолетов и оборудования из Европы, в рамках подготовки к нападению на Японию. Авиабаза включала в себя множество складов, причалов, железнодорожных подъездных путей и глубоководных доков.
Во время Второй мировой войны Аламида стала штаб-квартирой системы вспомогательных аэродромов:
- Naval Auxiliary Air Station Arcata
- Clear Lake Outlying Field
- Concord Outlying Field
- Crescent City Outlying Field
- Crows Landing Naval Auxiliary Air Station
- Fallon Auxiliary Airfield
- Half Moon Bay Outlying Field
- Hollister Auxiliary Airfield
- King City Auxiliary Airfield
- Livermore Auxiliary Airfield
- Monterey Auxiliary Airfield
- Oakland Auxiliary Airfield
- Paso Robles Outlying Field
- San Francisco Auxiliary Airfield
- San Luis Obispo Outlying Field
- Santa Rosa Outlying Field
- Treasure Island Auxiliary Airfield
- Tulare Lake Outlying Field
- Naval Auxiliary Air Station Vernalis
- Watsonville Auxiliary Airfield

В 1994 году Аламида была портом базирования атомных авианосцев USS Carl Vinson (CVN-70) и USS Abraham Lincoln (CVN-72), а также двух крейсеров с управляемыми ракетами.  В 1997 году база была закрыта, и Военно-морские силы передали её территорию в собственность города Аламида.